# Balf
Balf (deutsch Wolfs, veraltet Sankt Wolfgang) ist ein Stadtteil der ungarischen Stadt Sopron, die im Kreis Sopron im Komitat Győr-Moson-Sopron liegt. Bis 1985 war Balf eine eigenständige Gemeinde. Im Jahre 2011 hatte der Ort 1057 Einwohner.

## Geografische Lage
Balf liegt sieben Kilometer südöstlich des Stadtzentrums von Sopron am südwestlichen Ufer des Neusiedler Sees. Nachbargemeinden sind Kópháza, Fertőboz und Fertőrákos. Der Ort befindet sich am Rand des Nationalparks Fertő-Hanság.

## Geschichte
Schon zur Römerzeit war der Ort durch seine Heil- und Mineralquellen bekannt. In einer Urkunde aus dem Jahr 1199 wurde der Ort erstmals unter dem Namen Farkasd erwähnt. 1378 wurde er in einer Schrift Bolf genannt, aus welchem sich wahrscheinlich der heutige Name entwickelt hat.
1910 lebten in der Gemeinde Wolfs 1393 Einwohner, von denen 1161 Deutsche (83 %) und 208 Ungarn (15 %) waren. Wie viele Dörfer im Umland von Ödenburg war auch die Bevölkerung von Wolfs ganz überwiegend evangelisch.
Bei der Volksabstimmung in Ödenburg 1921 stimmte die Mehrheit der Gemeinde Wolfs für eine Angliederung an Österreich. Aufgrund der ungarischen Stimmenmehrheit im gesamten Abstimmungsgebiet wurde die Gemeinde aber dennoch Ungarn zugeschlagen.
Im Zweiten Weltkrieg war die Gemeinde der Standort eines Arbeitslagers, welches vom November 1944 bis zum 31. März 1945 zur Unterbringung von Zwangsarbeitern und ca. 2.000 ungarischen Juden aus Budapest diente. Die Häftlinge wurden zum Bau des Südostwalls eingesetzt, der die bereits in Ungarn stehenden Truppen der Sowjetunion von einem Eindringen in das Großdeutsche Reich abhalten sollte. Das Lager überlebten nur wenige der Insassen, da Menschen ermordet wurden, sobald sie vor Hunger, Erschöpfung oder Krankheit nicht mehr arbeitsfähig waren. Das bekannteste Opfer des Lagers Balf war der jüdische Autor Antal Szerb.
Am 28. März 1945 wurde das Lager Balf wegen der herannahenden Front evakuiert, die verbleibenden Insassen wurden zu einem Fußmarsch in Richtung des Konzentrationslagers Mauthausen in der Nähe von Linz gezwungen.
Am 31. März 1945, direkt am Vorabend der Osterfeiertage, wurden die meisten der im Dorf verbliebenen Juden – etwa 180 Männer und Frauen – von einer SS Feldgendarmerieeinheit in einem Panzergraben am Rande des Dorfes erschossen.
Nach dem Zweiten Weltkrieg wurde der Großteil der deutschen Bevölkerung deportiert.

## Söhne und Töchter der Gemeinde
- Ödön Solymosy (1866–1915), Politiker und Abgeordneter

## Sehenswürdigkeiten
- Antal-Szerb-Denkmal (Szerb Antal és társai emlékére), erschaffen 1968 von János Fodor
- Albert-Apponyi-Statue (Gróf Apponyi Albert szobra)
- Brunnen (Ivókút)
- Evangelische Kirche, erbaut 1795 (Spätbarock), der Turm wurde erst 1940 hinzugefügt. Die Orgel der Kirche wurde 1822 von dem Orgelbaumeister Ferenc König aus Sopron erbaut und 1998 restauriert.
- Gedenktafel für Mária Wosinski-Siemens (Wosinski-Siemens Mária grófné emléktáblája) aus dem Jahr 1916
- Marienstatue (Mária-szobor), erschaffen 1840
- Pietà-Statue (Piéta-szobor), erschaffen 1706
- Römisch-katholische Kirche St. Wolfgang (Szent Farkas), ursprünglich im 15. Jahrhundert erbaut; sie wird auch Burgkirche (vártemplom) genannt
- Barocke römisch-katholische Kapelle St. Josef (Szent József), erbaut 1773, genannt Badkapelle, renoviert 2009. Die Fresken in der Kirche stammen von Stephan Dorfmeister, 1779
- Weltkriegsdenkmäler (I. és II. világháborús emlékmű)

## Infrastruktur
In Balf gibt es mineral- und schwefelhaltige Heilquellen. So entstand hier ein Heilbad, welches hauptsächlich zur Behandlung von orthopädischen und neurologischen Krankheitserscheinungen dient. Weiterhin spielt der Obst- und Weinbau eine wichtige Rolle.

## Verkehr
In Balf kreuzen sich die Landstraßen Nr. 8518 und Nr. 8526. Der am südwestlichen Rand des Ortes liegende Bahnhof Balf-Fürdő an der Eisenbahnstrecke von Sopron nach Győr ist seit Dezember 2012 nicht mehr in Betrieb. Es bestehen Busverbindungen nach Sopron und Kópháza sowie über Hidegség, Hegykő und Fertőd nach Sarród. Der Neusiedler-See-Radweg führt durch Balf.

## Bilder

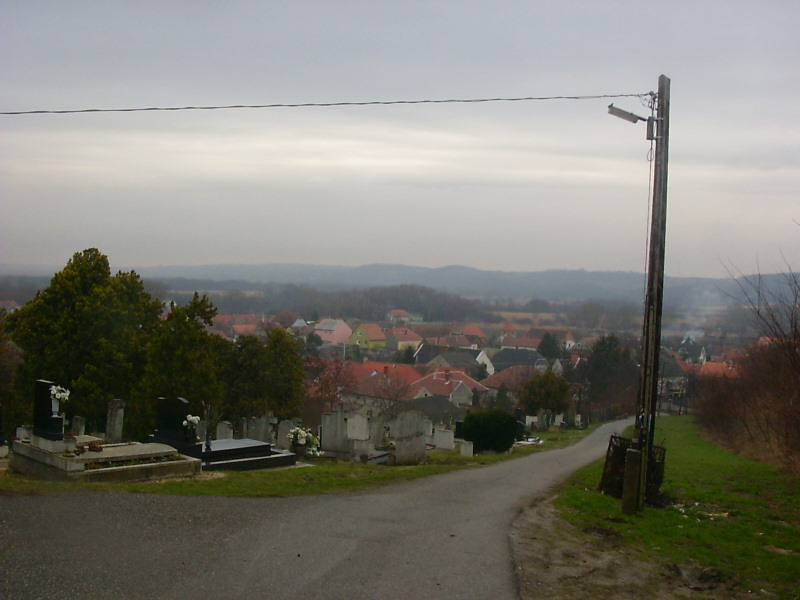
Blick auf Balf vom Friedhofshügel
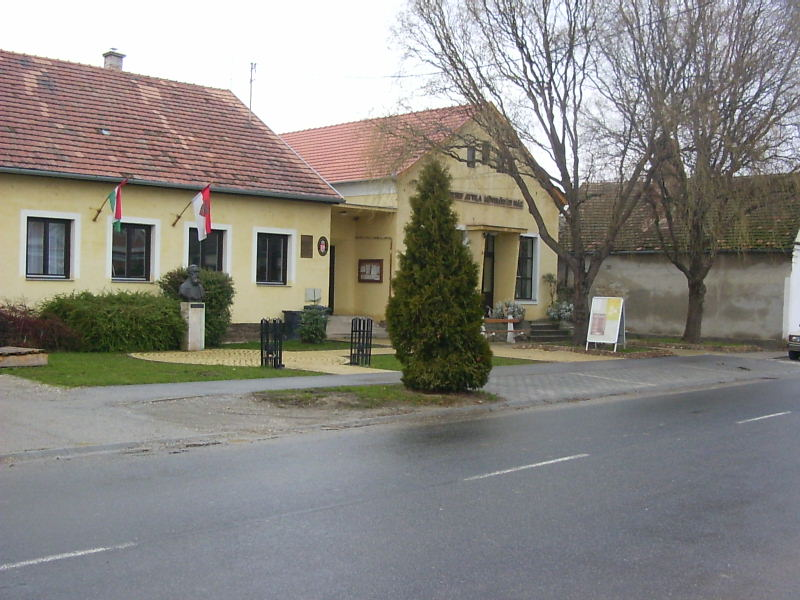
Verwaltung und Kulturhaus
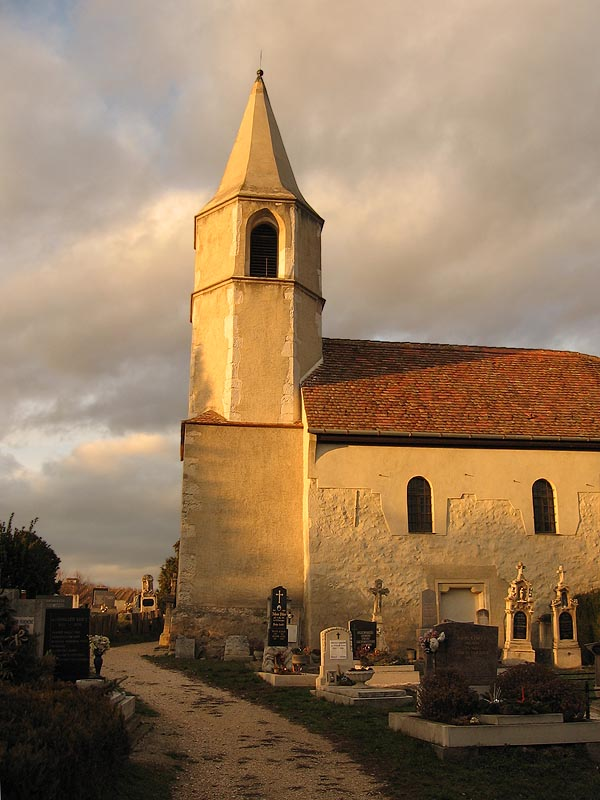
Römisch-katholische Kirche Szent Farkas
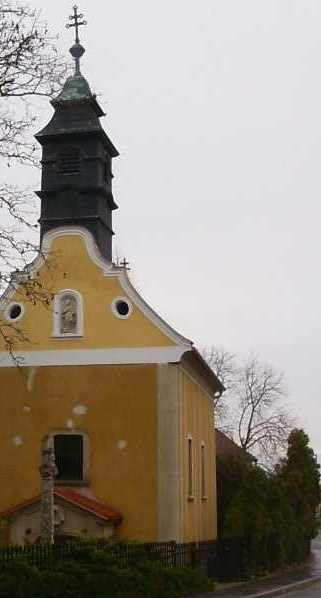
Römisch-katholische Kapelle Szent József
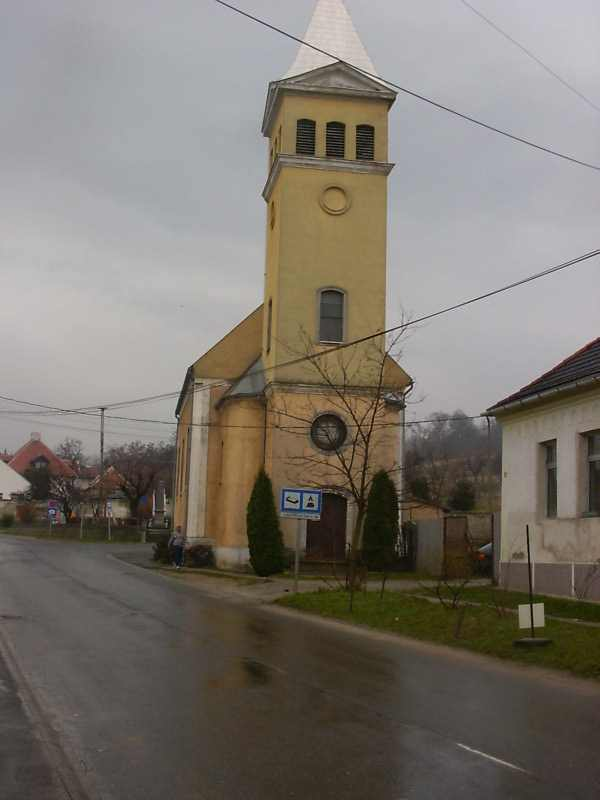
Evangelische Kirche
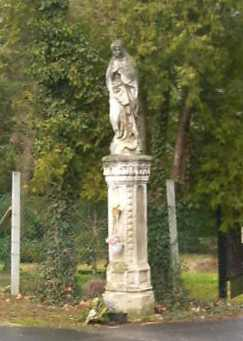
Pietà-Statue
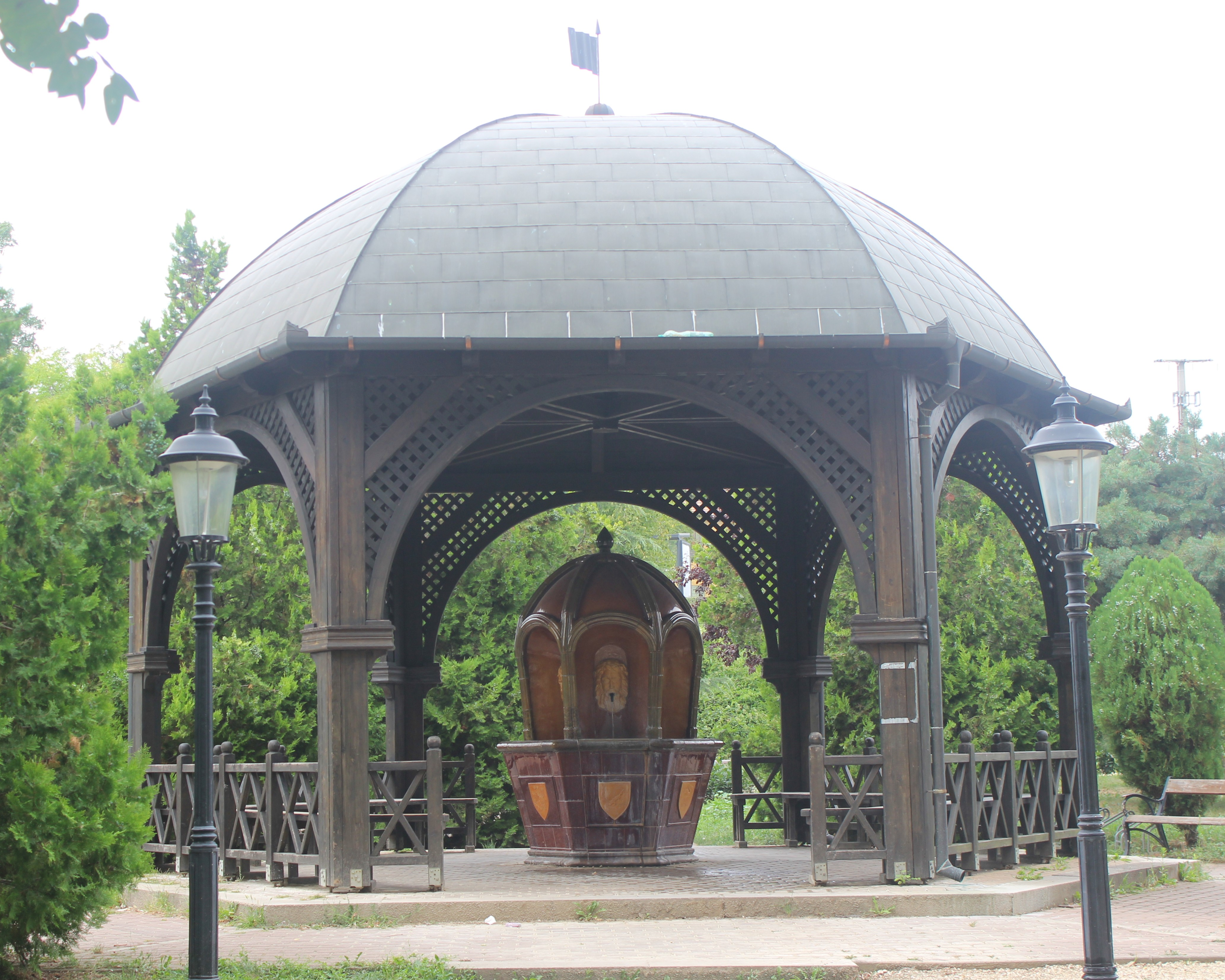
Brunnenpavillon
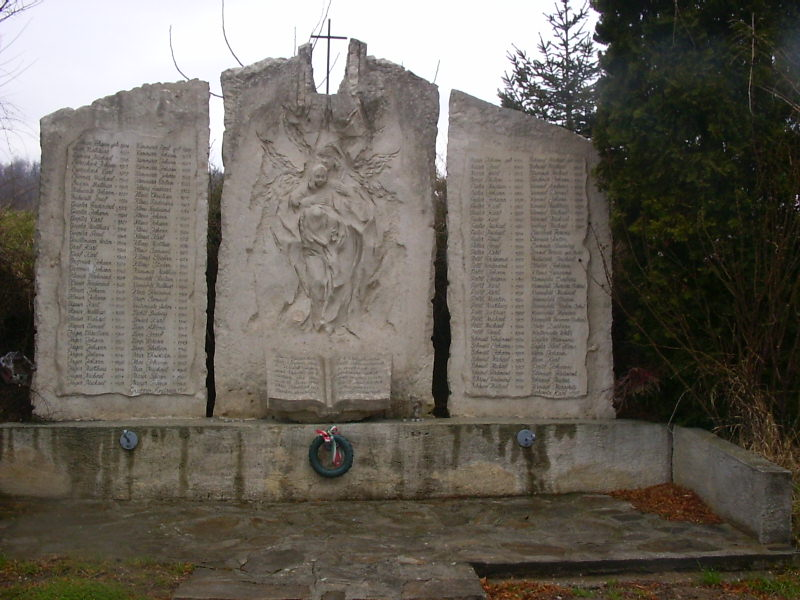
Weltkriegsdenkmal